# Mônica Waldvogel
Mônica Waldvogel (São Paulo, 9 de fevereiro de 1955) é uma jornalista e apresentadora brasileira.

## Carreira
Mônica formou-se em jornalismo na Escola de Comunicações e Artes da Universidade de São Paulo.
Mônica iniciou sua carreira no jornalismo em 1980 como repórter da revista Cacex, voltada ao cenário de economia e comércio exterior. Em fevereiro de 1983 é convidada pela Rede Manchete junto com um grupo de jornalistas iniciantes para instaurar o núcleo de jornalismo da emissora, que só seria inaugurada em 5 de junho, se tornando repórter do Jornal da Manchete em pautas gerais. Em 1986, com os problemas enfrentados após o falecimento do presidente Tancredo Neves e a criação do Plano Cruzado, Mônica conseguiu transferir-se para a área de economia, sendo repórter apenas deste setor.
Em 1988 chamou atenção da Rede Globo, que a contratou para ser correspondente em Brasília para o Bom Dia Brasil e o Jornal Nacional. Em 1992, visando o cargo de âncora na bancada de um telejornal, aceita o convite do  SBT para apresentar o TJ Brasil junto com Boris Casoy.
Em 1996, devido ao destaque que teve no comando do jornal, é convidada para retornar a Rede Globo e assumir o Jornal da Globo como editora-chefe e âncora, estreando em 1 de abril. Paralelamente também passou a apresentar o Jornal Nacional até 1999. Em 10 de março de 1997, com a transferência de Fátima Bernardes para o Jornal Nacional, Mônica assume a bancada do Jornal Hoje até fevereiro do próximo ano. No restante do ano foi responsável pela área editorial, coletando dados históricos para o especial Brasil 500 Anos, que seria exibido dois anos depois em comemoração ao descobrimento do Brasil. No final de 1999 assume a bancada do Bom Dia São Paulo. Paralelamente, em 2000, também foi colunista de política do programa Sem Fronteiras, na GloboNews. No final de 2000 o contrato de Mônica chega ao fim e ela decide não renovar, assinando com a RecordTV para apresentar o noticiário matinal Fala Brasil a partir de fevereiro de 2001. Na Record, ela cobriu ao vivo os ataques terroristas de 11 de setembro de 2001, ocorridos pouco depois do encerramento do programa.
Paralelamente, em 2002, Mônica também passa a apresentar o programa de debates e entrevistas Saia Justa, no GNT, no qual permaneceria por dez anos. Em 2003 deixa a Record e assina com o SBT para apresentar o talk show Dois a Um, que estreia em 30 de maio de 2004. Em 29 de janeiro de 2006 vai ao ar a última edição do programa, uma vez que Mônica havia assinado com a GloboNews. Em 13 de março estreia na bancada do Jornal das Dez, no qual ficou dois anos. Em 2008 deixa a bancada para assumir o programa de debates Entre Aspas, também na GloboNews. Em dezembro de 2012, após dez anos e onze temporadas, é dispensada pelo GNT do comando do Saia Justa sob alegação de que o programa seria reformulado, embora a jornalista não fosse a favor de sua saída. Em 2018, além do Entre Aspas, se torna também comentarista política e econômica do GloboNews em Pauta.

## Filmografia
| Ano           | Título             | Cargo                  | Notas              | Emissora           |
| ------------- | ------------------ | ---------------------- | ------------------ | ------------------ |
| 1983–87       | Jornal da Manchete | Repórter               |                    | Rede Manchete      |
| 1987–91       | Bom Dia Brasil     | Repórter               |                    | Rede Globo         |
| 1987–91       | Jornal Nacional    | Repórter               |                    | Rede Globo         |
| 1992–96       | TJ Brasil          | Repórter               |                    | SBT                |
| 1996–97       | Jornal da Globo    | Apresentadora          |                    | Rede Globo         |
| 1996–99       | Jornal Nacional    | Apresentadora especial | Apenas aos sábados | Rede Globo         |
| 1997–98       | Jornal Hoje        | Apresentadora          |                    | Rede Globo         |
| 1999–00       | Bom Dia São Paulo  | Apresentadora          |                    | TV Globo São Paulo |
| 2000          | Sem Fronteiras     | Colunista              |                    | Globo News         |
| 2001–03       | Fala Brasil        | Apresentadora          |                    | Rede Record        |
| 2002–12       | Saia Justa         | Apresentadora          |                    | GNT                |
| 2004–06       | Dois a Um          | Apresentadora          |                    | SBT                |
| 2006–08       | Jornal das Dez     | Apresentadora          |                    | Globo News         |
| 2008–20       | Entre Aspas        | Apresentadora          |                    | Globo News         |
| 2018–23       | GloboNews em Pauta | Comentarista           |                    | Globo News         |
| 2018–23       | Conta Corrente     | Apresentadora          |                    | Globo News         |
| 2023–presente | Em Ponto           | Apresentadora          |                    | Globo News         |

## Prêmios e indicações
| Ano  | Prêmio                 | Categoria                  | Indicação        | Resultado | Ref.   |
| ---- | ---------------------- | -------------------------- | ---------------- | --------- | ------ |
| 2012 | Troféu Mulher Imprensa | Contribuição ao Jornalismo | Mônica Waldvogel | Venceu    | [ 19 ] |